# 达尔齐尼站
达尔齐尼站是里加-陶格夫匹尔斯铁路上的一个火车站，车站建于1960年，附近的居民点是薩拉斯皮爾斯。